# Triệu Lôi
Triệu Lôi là ca sĩ, nhạc sĩ của dòng nhạc dân gian tại Trung Quốc. Tại Việt Nam, nổi tiếng từ chương trình "Bài hát hay Trung Quốc - Sing My Song 2014 - 中国好歌曲".
Bài hát "画-Họa" do Triệu Lôi trình bày trong chương trình này được Giám khảo Lưu Hoan nhận xét là bài hát có ca từ hay nhất mà ông từng biết.

## Tiểu sử
Triệu Lôi học guitar từ cấp 3, năm 17 tuổi bắt đầu biểu diễn với guitar tại các đường ngầm ở Bắc Kinh. Từ năm 2007, đã đi biểu diễn qua các tỉnh: Thiểm Tây, Cam Túc, Tây Tạng, Trung - Tây Tạng, Vân Nam...
Năm 2011, phát hành album đầu tiên Triệu Tiểu Lôi (赵小雷).
Năm 2012 và 2013, Triệu Lôi cùng những người bạn trong ban nhạc tổ chức tour lưu diễn trên toàn quốc. Riêng năm 2013 là 44 buổi biểu diễn như 1 tour du lịch xuyên quốc gia.
Năm 2014, anh tham gia chương trình Sing My Song Trung Quốc - 2014, bài hát của anh Họa (画) được giám khảo Lưu Hoan nhận xét là bài hát có ca từ hay nhất mà ông từng biết. Bài hát do chính Triệu Lôi viết, theo lời anh nói là vào lúc buồn bã nhất, kìm nén nhất mà thành, là những điều anh mong muốn mà chưa có được... Cuối năm 2014, phát hành album thứ hai Jim Restaurant (吉姆餐厅).
Năm 2015, phát hành single Sẽ không tới Lệ Giang nữa (再也不会去丽江).
Cuối 2015-2016, tổ chức MINI LIVE CONCERT Thời đại của chúng tôi (我們的時光-Our Time).
Cuối 2016-2017, tổ chức tour Vô pháp trưởng thành (无法长大).
Tháng 2 năm 2017, tham gia chương trình Ca sĩ 2017 (tên gốc: Tôi là ca sĩ) của truyền hình Hồ Nam.
Ngảy 18 tháng 11 năm 2017 tổ chức Concert mang tên “Phù Du” tại Bắc Kinh.

## Tác phẩm[1]
| STT | Album                                         | Phát hành            | Tên                            | Tiếng Việt                | Chú thích |
| --- | --------------------------------------------- | -------------------- | ------------------------------ | ------------------------- | --------- |
| 1   | Album 1: Triệu Tiểu Lôi 赵小雷                | 04 tháng 12 năm 2011 | 人家                           | Người ta                  |           |
| 2   | Album 1: Triệu Tiểu Lôi 赵小雷                | 04 tháng 12 năm 2011 | 未给姐姐递出的信               |                           |           |
| 3   | Album 1: Triệu Tiểu Lôi 赵小雷                | 04 tháng 12 năm 2011 | 画                             | Họa                       |           |
| 4   | Album 1: Triệu Tiểu Lôi 赵小雷                | 04 tháng 12 năm 2011 | 不开的唇 1                     | Không mở miệng 1          |           |
| 5   | Album 1: Triệu Tiểu Lôi 赵小雷                | 04 tháng 12 năm 2011 | 不开的唇 2                     | Không mở miệng 2          |           |
| 6   | Album 1: Triệu Tiểu Lôi 赵小雷                | 04 tháng 12 năm 2011 | 不开的唇 3                     | Không mở miệng 3          |           |
| 7   | Album 1: Triệu Tiểu Lôi 赵小雷                | 04 tháng 12 năm 2011 | over                           |                           |           |
| 8   | Album 1: Triệu Tiểu Lôi 赵小雷                | 04 tháng 12 năm 2011 | 妈妈                           | Mẹ                        |           |
| 9   | Album 1: Triệu Tiểu Lôi 赵小雷                | 04 tháng 12 năm 2011 | 开往北京的火车                 | Chiếc xe lửa đi Bắc Kinh  |           |
| 10  | Album 1: Triệu Tiểu Lôi 赵小雷                | 04 tháng 12 năm 2011 | 背影                           | Hình bóng                 |           |
| 11  | Album 2: Nhà hàng Jim Jim Restaurant 吉姆餐厅 | 01 tháng 12 năm 2014 | 吉姆餐厅                       | Jim restaurant            |           |
| 12  | Album 2: Nhà hàng Jim Jim Restaurant 吉姆餐厅 | 01 tháng 12 năm 2014 | 少年锦时                       | Thời niên thiếu tươi đẹp  |           |
| 13  | Album 2: Nhà hàng Jim Jim Restaurant 吉姆餐厅 | 01 tháng 12 năm 2014 | 梦中的哈德森                   |                           |           |
| 14  | Album 2: Nhà hàng Jim Jim Restaurant 吉姆餐厅 | 01 tháng 12 năm 2014 | 我们的时光                     | Thời gian của chúng ta    |           |
| 15  | Album 2: Nhà hàng Jim Jim Restaurant 吉姆餐厅 | 01 tháng 12 năm 2014 | 理想                           | Lý tưởng                  |           |
| 16  | Album 2: Nhà hàng Jim Jim Restaurant 吉姆餐厅 | 01 tháng 12 năm 2014 | 三十岁的女人                   | Người con gái tuổi 30     |           |
| 17  | Album 2: Nhà hàng Jim Jim Restaurant 吉姆餐厅 | 01 tháng 12 năm 2014 | 家乡                           | Quê nhà                   |           |
| 18  | Album 2: Nhà hàng Jim Jim Restaurant 吉姆餐厅 | 01 tháng 12 năm 2014 | 浮游                           | Phù du                    |           |
| 19  | Album 2: Nhà hàng Jim Jim Restaurant 吉姆餐厅 | 01 tháng 12 năm 2014 | 小屋                           | Căn phòng nhỏ             |           |
| 20  | Album 2: Nhà hàng Jim Jim Restaurant 吉姆餐厅 | 01 tháng 12 năm 2014 | 北京的冬天                     | Mùa đông của Bắc Kinh     |           |
| 21  | Single                                        | 23 tháng 9 năm 2015  | 再也不会去丽江                 | Sẽ không tới Lệ Giang nữa |           |
| 22  | 无法长大 Chẳng thể trưởng thành               | 21 tháng 12 năm 2016 | 朵                             | Đóa                       |           |
| 23  | 无法长大 Chẳng thể trưởng thành               | 21 tháng 12 năm 2016 | 玛丽                           | Mã Lệ                     |           |
| 24  | 无法长大 Chẳng thể trưởng thành               | 21 tháng 12 năm 2016 | 阿刁                           | A Điêu                    |           |
| 25  | 无法长大 Chẳng thể trưởng thành               | 21 tháng 12 năm 2016 | 鼓楼                           | Cổ Lâu                    |           |
| 26  | 无法长大 Chẳng thể trưởng thành               | 21 tháng 12 năm 2016 | 孤独                           | Cô độc                    |           |
| 27  | 无法长大 Chẳng thể trưởng thành               | 21 tháng 12 năm 2016 | 成都                           | Thành Đô                  |           |
| 28  | 无法长大 Chẳng thể trưởng thành               | 21 tháng 12 năm 2016 | 窑上路                         | Diêu Thượng lộ            |           |
| 29  | 无法长大 Chẳng thể trưởng thành               | 21 tháng 12 năm 2016 | 无洷长大                       | Chẳng thể trưởng thành    |           |
| 30  | 无法长大 Chẳng thể trưởng thành               | 21 tháng 12 năm 2016 | 八十年代的歌                   | Bài hát của thập niên 80  |           |
| 31  | 无法长大 Chẳng thể trưởng thành               | 21 tháng 12 năm 2016 | 再见北京                       | Tạm biệt Bắc Kinh         |           |
| 32  | Khác Các bài hát ngoài album                  |                      | 19岁时写的歌                   | Bài ca viết cho tuổi 19   |           |
| 33  | Khác Các bài hát ngoài album                  | 已是两条路上的人     | Đã là người trên hai con đường |                           |           |
| 34  | Khác Các bài hát ngoài album                  | 过年                 | Tết                            |                           |           |
| 35  | Khác Các bài hát ngoài album                  | 青春无处安放         |                                |                           |           |
| 36  | Khác Các bài hát ngoài album                  | 咬春                 |                                |                           |           |
| 37  | Khác Các bài hát ngoài album                  | 雪人                 | Snowman                        |                           |           |
| 38  | Khác Các bài hát ngoài album                  | 让我偷偷看你         |                                |                           |           |
| 39  | Khác Các bài hát ngoài album                  | 夏天                 | Mùa hạ                         |                           |           |
| 40  | Khác Các bài hát ngoài album                  | 2012年之前           |                                |                           |           |
| 41  | Khác Các bài hát ngoài album                  | 南方姑娘             | Cô gái phương Nam              |                           |           |